# Tufo (dança)

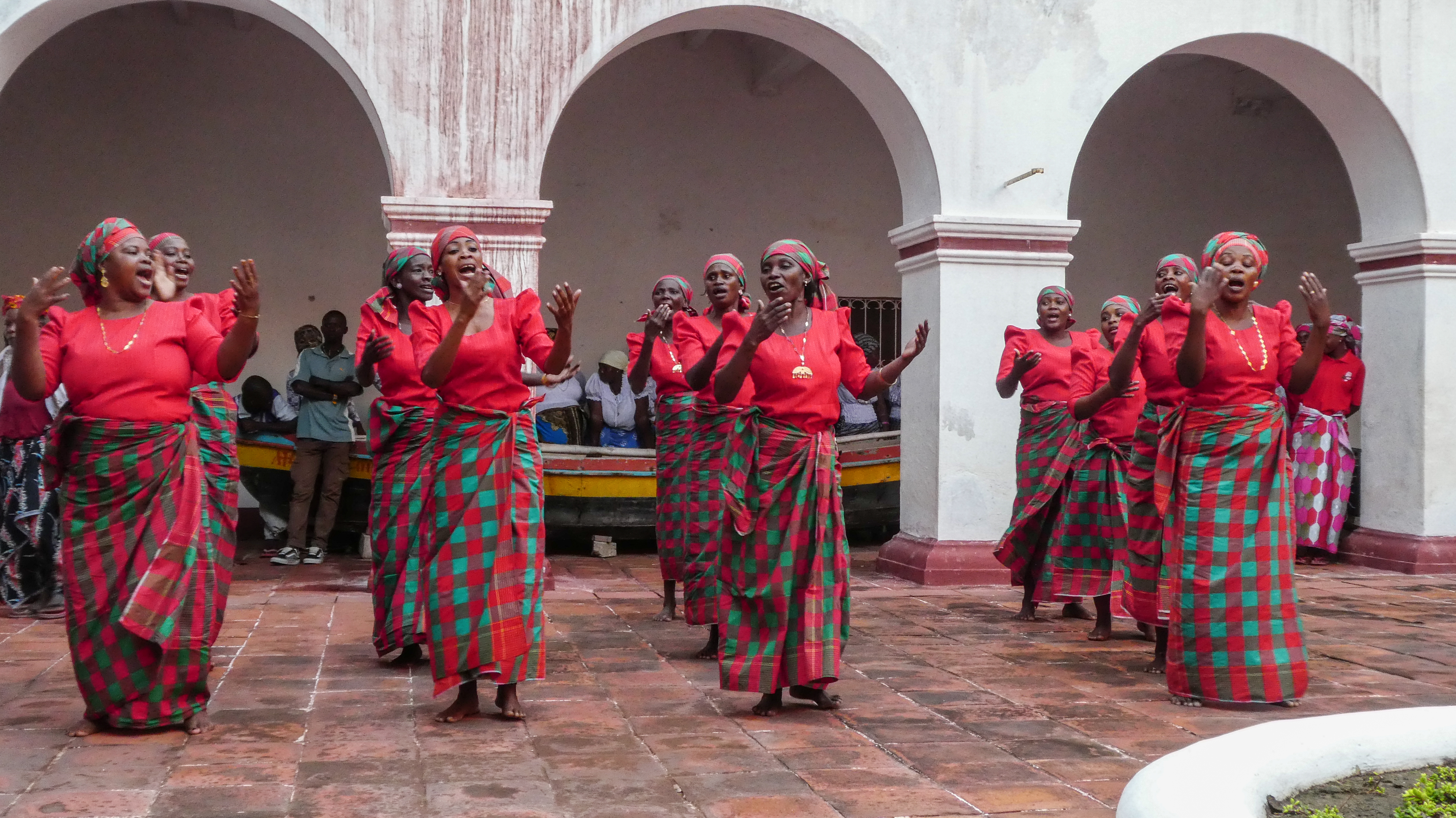
Grupo de mulheres dançando tufo.

Tufo é uma dança tradicional no norte de Moçambique. É realizada por grupos de mulheres e é encontrada em Maputo, nas províncias de Cabo Delgado e Nampula, bem como na ilha de Moçambique. De origem árabe, o tufo é realizado para celebrar festivais e feriados islâmicos. A dança é tradicionalmente executada por mulheres, que movem apenas as metades superiores de seus corpos e são acompanhadas por músicas e pandeiretas semelhantes a tambores.

## História
As origens do tufo não são claras, embora na ilha de Moçambique uma lenda diga que a dança começou no momento em que o profeta Maomé migrou para Medina. Foi recebido por seus seguidores com canções e danças louvando Alá, sendo acompanhados por pandeiretas. Ai serem aprovadas por Maomé, as danças continuaram a ser realizadas em festivais religiosos. O tufo provavelmente chegou a Moçambique nos anos 1932-1933, trazido por um comerciante de Quíloa chamado Iúçufe. O nome provavelmente deriva de um nome árabe para os pandeiros usados na dança, ad-duff. Em português essa palavra se tornou adufe ou adufo e depois tufo. A dança também foi fortemente influenciada pela cultura matrilinear dos macuas. Apesar das suas origens muçulmanas, o tufo espalhou-se para além das comunidades e do contexto do Islã. Embora ainda se apresentem em festas religiosas, as canções do tufo também podem conter temas sociais ou políticos.

## Apresentação
Historicamente, o tufo era executado por dançarinos de ambos os sexos, mas agora homens só dançam em raras ocasiões. Os grupos de dança de tufo compreendem de quinze a vinte mulheres, que são acompanhadas por quatro homens ou mulheres em pandeiretas planas semelhantes a tambores. Todas as dançarinas cantam, embora geralmente haja uma principal. Tradicionalmente, os dançarinos de tufo dançavam enquanto estavam ajoelhados, movendo ritmicamente as metades superiores de seus corpos. Mais recentemente a coreografia evoluiu: os dançarinos agora podem se levantar e movimentar inteiramente os seus corpos.
As músicas de tufo são transmitidas oralmente e podem ser compostas por um dos dançarinos ou pelo poeta do grupo. Geralmente estão na língua macua, mas também podem ser compostas em árabe ou português. Os dançarinos devem usar lenços e capulanas correspondentes, que são um tecido estampado colorido. Cada dança requer uma nova capulana para ser usada.